# Galápagosøerne
Galápagosøerne (Officielt navn: Archipiélago de Colóner) består af 19 vulkanske øer, der ligger spredt over ækvator i Stillehavet 972 km vest for Ecuador som de tilhører. Navnet kommer fra det spanske ord Galapago som betyder saddel, og som henviser til ligheden mellem de store Galapagos-landskildpadder, der lever på øerne, og en spansk saddel. Øerne er især kendt for deres helt unikke fauna, som bl.a. bidrog til, at naturhistorikeren Charles Darwin kunne udarbejde sine teorier om arternes oprindelse, da flere fuglearter og Galapagos-skildpadderne er forskellige på de enkelte øer. Blandt de sjældne fuglearter er galapagosvåger. Øerne blev officielt nationalpark i 1959. Galapagosøerne blev i 1978 optaget på UNESCOs verdensarvsliste, og i 2001 blev yderligere maritime reservater optaget på listen.

## Geografi
Øerne er mellem 0,7 million og 4,5 millioner år gamle og består af 16 større øer og 10 mindre øer med et areal på mere end 10 km² og af over 100 mindre øer og klippeskær, derunder de langt mod vest beliggende øer Darwin og Wolf. Fem øer er beboet: Santa Cruz, San Cristóbal, Isabela, Floreana og Baltra (ingen fast befolkning, men med en kaserne for ca. 400 soldater og personale ved kystvagten). De cirka 28.000 indbyggere, er bosat på 5 af øerne og hovedsagelig i 3 byer. Galapágosøerne er en provins i Ecuador og har status som nationalpark.
Isla Santa Cruz er øgruppens næststørste ø med et areal på 986 km² og med den største befolkning. Øens højeste punkt er Cerro Crocker på 864 m.o.h. Hovedbyen på øen er Punta Ayora.  
San Cristóbal er opkaldt efter de søfarendes helgen "St. Christopher". Øens engelske navn er Chathan efter jarlen af Chatham, William Pitt. Øen er 558 km² stor og øgruppens 5. største ø, og har den næstestørste befolkning efter Isla Santa Cruz. Galapagosøernes provinshovedstad Puerto Baquerizo Moreno ligger på øens sydvestlige hjørne, og har en lille lufthavn med forbindelser til fastlandet. Der findes kolonier af bl.a. søløver, Galapagos-skildpadder, havleguaner og fregatfugle.
Isla Isabella er 4.588 km² stor og størrelsesmæssigt klart Galápagosøernes største ø. Dens areal udgør 58% af øernes samlede landareal. Der findes to mindre byer, Puerto Villamil og Santo Thomas på øen. På Isla Isabella ligger 5 af Galápagosøernes 6 aktive vulkaner, nemlig Volcán Wolf, Volcán Darwin, Volcán Alcedo, Volcán Cerro Azul og Volcán anto Tomás.
Darwin (Culpepper): Øen Darwin er opkaldt efter naturforskeren Charles Darwin. Den har et areal på 1,1 km² og det højeste punkt er 168 m.o.h. Der er kolonier af bl.a. pelssæler, søløver, havleguaner. 
Pinta (Abingdon): Pinta er opkaldt efter Pinta karavellen og er den nordligste ø i Galápagosøgruppen. Den har et areal på 60 km² og det højeste punkt er 777 m.o.h. Her findes bl.a. søløver og Galápagosskildpadder. Fra Pinta kom den berømte skildpadde, Lonesome George, som døde i 2012 som den sidste kendte skildpadde fra slægten Pinta Tortoise.
Pinzón (Duncan): Øen er opkaldt efter Pinzón brødrene, som var kaptajner på Pinta og Niña karavellerne, da Christoffer Columbus opdagede Amerika. Pinzón har et areal på 18 km² og øens højeste punkt er 458 m.o.h.
Øer med et areal på mere end en kvadratkilometer er nævnt på listen:
| Ø             | Engl. Navn    | Under- gruppe | Amt           | Forhøjning        | Højde m | Areal km² |
| ------------- | ------------- | ------------- | ------------- | ----------------- | ------- | --------- |
| Isabela       | Albemarle     | Vest          | Isabela       | Wolf              | 1.707   | 4.588,1   |
| Santa Cruz    | Indefatigable | Central       | Santa Cruz    | Cerro Crocker     | 864     | 985,6     |
| Fernandina    | Narborough    | Vest          | Isabela       | La Cumbre         | 1.476   | 642,5     |
| San Salvador  | James         | Central       | Santa Cruz    | Cerro Pelado      | 907     | 584,7     |
| San Cristóbal | Chatham       | Øst           | San Cristóbal | Cerro San Joaquín | 730     | 558,1     |
| Floreana      | Charles       | Øst           | San Cristóbal | Cerro Pajas       | 640     | 172,5     |
| Marchena      | Bindloe       | Nord          | Santa Cruz    |                   | 343     | 130       |
| Española      | Hood          | Øst           | San Cristóbal |                   | 206     | 60,5      |
| Pinta         | Abington      | Nord          | Santa Cruz    |                   | 777     | 59,4      |
| Baltra        | South Seymour | Central       | Santa Cruz    |                   | …       | 26,2      |
| Santa Fé      | Barrington    | Central       | San Cristóbal |                   | …       | 24,1      |
| Pinzón        | Duncan        | Central       | Santa Cruz    |                   | 458     | 18,2      |
| Genovesa      | Tower         | Nord          | San Cristóbal |                   | 64      | 14,1      |
| Rábida        | Jervis        | Central       | Santa Cruz    |                   | …       | 5         |
| Seymour Norte | North Seymour | Central       | Santa Cruz    |                   | …       | 1,8       |
| Wolf          | Wenman        |               | Isabela       |                   | 253     | 1,3       |
| Tortuga       | Brattle       | West          | Isabela       |                   | …       | 1,3       |
| Bartolomé     | Bartholomew   | Central       | Santa Cruz    |                   | 114     | 1,2       |
| Darwin        | Culpepper     |               | Isabela       |                   | 165     | 1,1       |

Under de mange små øer er Islas Daphne, Daphne Major, Plaza Sur, Isla Sin Nombre og den isolerede fugleø Roca Redonda, seværdig.

## Historie
Den første europæer, som besøgte Galapagosøerne den 10. marts 1535, var biskoppen af Panama, Tomás de Berlanga, hvis skib kom ud af kurs under en rejse fra Panama til Peru.[kilde mangler] Øgruppen blev først betegnet som Islas Encantadas („Fortryllede øer“), da ingen havde formodet at der lå øer så langt ude i Stillehavet. På grund de stærke strømninger mellem øerne fik søfarerne let indtrykket at øerne hele tiden ændrede position.[kilde mangler]
I mange år var øerne base for hvalfangere og pirater, som brugte dem til beskyttelse og for at få forsyninger af drikkevand og kød, ofte i form af de store Galapagos-skildpadder.[kilde mangler]
Den første kendte permanente beboer på Galápagosøerne var den irske sømand Patrick Watkins, som blev efterladt på øen Floreana fra 1807 til 1809. Watkins overlevede ved at gå på jagt, dyrkning af grøntsager og handel med besøgende hvalfangere, før det i 1809 lykkedes ham at stjæle en åben båd og sejle til Guayaquil på faslandet.[kilde mangler]
Den 12. februar 1832 tog Ecuador øerne besiddelse og kaldte dem Archipiélago del Ecuador, men de forblev stadigvæk ubeboede i mange år.[kilde mangler]
I året 1835, trehundrede år efter at øerne blev opdaget af Tomás de Belanga, besøgte Charles Darwin øerne, og under hans 4 uger lange ophold indsamlede han en mængde biologiske prøver.[kilde mangler]
I det 19. århundrede blev øerne på grund af forekomsten af Galápagos-kæmpeskilpadderne omdøbt til Islas Galápagos. Den første varige bosætning på øerne begyndte. Før var øerne besat af spanierne, som dog ikke viste nogen interesse for dem.[kilde mangler]
Omkring 1929 havde Ecuador økonomiske problemer, særlig USA var interesseret i at købe øerne til militært brug, da de var strategisk placeret til at bevogte Panamakanalen, men Ecuador beholdt øerne.[kilde mangler]
Mange af øerne, som Floreana og Isabela, var fra 1934 til 1959 straffekolonier.[kilde mangler]
Under 2. verdenskrig bemyndigede Ecuador USA til at etablere flådebasen "Beta Base" på Baltra Island, og radarstationer på andre strategiske steder på øerne. Sammen med "Alpha Base" i Nicaragua og "Gamma Base" i Salinas (Ecuador) beskyttede de dele af Stillehavet og Panamakanalen mod fjendtlige flådestyrkers angreb. Efter 2. verdenskrig overtog Ecuador alle USA's militære faciliteter, og i dag er den tidligere flådebase "Beta Base" på Baltra Island en officiel ecuadoriansk militærbase. Fundamenter og andre rester af den amerikanske base kan stadig ses på Baltra Island.[kilde mangler]
I 1959 erklærede den ecuadorianske regering Galápagosøerne til Nationalpark Galápagos. 1968 var 97 procent af øernes areal under beskyttelse af nationalparken; landsbyer og tidligere landbrugsarealer blev fredet. I 1960'erne begyndte turister at besøge øerne. Turismen, fiskeri, og landbrug tiltrak fiskere og landmænd fra Ecuadors fastland.[kilde mangler]
I 1990'erne og 2000'erne udbrød der voldelige konfrontationer mellem dele af den lokale befolkning og Galapagos National Parks ansatte. Demonstranterne indfangede og aflivede mange af Galapagos-landskildpadderne og holdt personalet i Galapagos National Park som gidsler.[kilde mangler]

## Dyreliv
- Galapagos-landskildpadde
- Galapagospingvin
- Søløve
- Galapagosalbatros
- Galapagos landleguan
- Galapagos pelssæl
- Blåfodet sule
- Rødfodet sule
- Nazca sule
- Havleguan
- Lavafirben
- Fregatfugl
- Havskildpadde
- Galapagosvåge
- Flamingo
- Brun pelikan
- Galapagosskarv
- Hammerhaj
- Hvalhaj
- Rød klippekrabbe

## Seværdigheder
Galápagosøerne har et rigt økosystem. Der er en stor mangfoldighed af planter, blomster, træer og dyr. Der er mulighed for blandt andet at møde Galapagos-landskildpadde, blåfodet sule og se pukkelhvalerne lege i havet omkring øerne. 
Isabela Island er  den største af de 21 vulkanøer, og den har stadig aktive vulkaner. Der er gode muligheder for at snorkle, blandt andet ved Los Tuneles, som er en gruppe klippeformationer i havet, med koralrev og fisk, mindre ufarlige revhajer, rokker og pingviner. Et andet snorkel- og dykningssted er Las Tintoreras, og her er der muligheder for at se  havskildpadder, leguaner, pingviner, blåfodede suler og sæler.  
San Cristóbal er kendt for udflugterne ud til de to massive klipper Kicker Rock, med en højde på 148 meter. I havet omkring klipperne er det muligt blandt andet at snorkle sammen med pingviner, havskildpadder og sæler. Ved sandstranden Las Loberias er der mange søløver og sæler. Øen har gode vandremuligheder til blandt andet lagunen "El Junco", med en sø indrammet i et frodigt grønt landskab.
Klippebuen Arco de Darwin stod ud for Darwin Island indtil 2021, hvor den kollapsede grundet erosion.